# Glaucocharis assamensis
Glaucocharis assamensis là một loài bướm đêm trong họ Crambidae.